# ボール (判定)
野球やソフトボールにおけるボール（英: ball）とは、投手の投球がストライクゾーンを通過しなかった場合などに与えられる判定。この投球そのものについてボール球（ボールだま）とも言う。打者は4つ目のボールを宣告されると、アウトにされる恐れなく、安全に一塁へ進むことが許される（四球による出塁）。
1872年に「アンフェアボール (unfair balls)」としてルールに加えられた。unfair balls（不正球）とは、「打つ」スポーツであるベースボールにおいて、「打てない」（不正な）投球という意味合いである。その後、「アンフェア」という部分が省略された。

## ボールが宣告される条件
前提条件は、打者がその投球に対し打撃動作（打つ、空振りする）を起こさないこと。
- 投球がストライクゾーンを通過しなかった場合。
- 投球が地面に触れた場合。この後ストライクゾーンを通過してもストライクにはならない。
- 投球が打者に触れたが、打者が避けようとしなかった場合（死球にはならない。ただし、3ボールだった場合に限り死球となる）。

このほか、次の場合もボールが宣告される。
- 無走者のとき、投手が反則投球を犯した場合。ボークは記録されない。
- 無走者のとき、投手がボールを所持し、打者が打撃姿勢をとって投手に対面したときから数えて12秒以内（日本では2006年度まで20秒以内）に投球しなかった場合（手からボールが離れた時点で「投球した」と判断される）。

## ボールの宣告
球審がボールを宣告する際は、投球判定のために腰を落とした体制のまま顔や手を動かさずに「ボール」と発声する。首を振ったり、片手を下に振ったり、投球から眼を切る姿勢を示したり、無発声で判定を行ってはならない。特に片手を動かすことはストライクと誤認される場合もあるため、行わない方が良いとされる。

## 呼称
- テレビ中継や球場内電光掲示板のボールカウントにおいては「ball」の頭文字より「B」と表示される。
- 太平洋戦争中の大日本帝国では、英語が敵性語であるとされたため、当時の職業野球を統轄する日本野球連盟では「だめ」（2ボールは「だめ、2つ」）のように日本語への置き換えを行った。
- 共通語のアクセントでは、用具のボールは「ぼーる」と「ーる」を高く発音する平板型であるのに対し、判定の場合は「ぼーる」と語頭のみを高く発音する頭高型アクセントになる。